# Информационный центр изучения терроризма имени Меира Амита
Информационный центр изучения терроризма им. Меира Амита (ивр. מרכז המידע למודיעין ולטרור על שם אלוף מאיר עמית‎; англ. Intelligence and Terrorism Information Center, сокр. ITIC; рус. сокр. ИЦИТ) — израильская неправительственная организация.
Создан в 2002 году в рамках негосударственной организации «Центр наследия и памяти сотрудников разведки Израиля» («Центр специальных исследований», ЦСИ) и мемориального комплекса, основанных в память о погибших членах израильских разведывательных служб .
Центр расположен в г. Рамат-ха-Шарон, недалеко от Тель-Авива. Руководит центром полковник запаса доктор Реувен Эрлих, отвечавший за операции военной разведки в Ливане в 1980-х. Кроме Эрлиха, в Центре работают ещё семь бывших офицеров, преимущественно — военной разведки, пишущие еженедельные отчёты, публикуемые на интернет-сайте центра на пяти языках: иврит, английский, арабский, французский и русский.
Согласно его сайту, основными направлениями исследований Центра являются: разведка, терроризм и подстрекательство к терроризму, в частности, такие как:

- Политика Палестинской автономии по отношению к терроризму и террористическим организациям
- Палестинские террористические организации
- Подстрекательство к терроризму и ненависти
- Антисемитизм в арабском/мусульманском мире
- Политика поддержки терроризма, в основном со стороны Сирии и Ирана
- Организация «Хезболла»
- Финансирование и «маркетинг» терроризма
- «Мировой джихад» и его связь с палестинскими террористическими организациями
- Терроризм посредством терактов-самоубийств и его роль в израильско-палестинском конфликте
- Участие женщин и детей в терроризме

Центр сообщает, что его интернет-сайт (работающий в настоящее время на 8 языках) пользуется значительным (около 400 тысяч «заходов» в месяц) интересом во всем мире. Кроме того, каждый желающий может подписаться на электронную рассылку.
Среди подписчиков — «крупные политические деятели, представители СМИ со всего мира, официальные и правовые учреждения, научно-исследовательские институты, специалисты по изучению терроризма в Израиле и в мире…».
Кроме того, в Центре работают:
- выставка документов и материалов, связанных с терроризмом, захваченных силами израильской армии в Иудее и Самарии,
- компьютеризированный информационный центр и библиотека, в которой содержится около 17 тысяч книг и десятки тысяч статей, документов, научных работ, роликов и фильмов (включая фильмы о разведке, созданные самим Центром специальных исследований). Это самый большой архив документов в Израиле по данной теме. Он безвоздмездно открыт для широкой публики.

Материалы Центра цитируются официальными организациями (такими, как МИД Израиля ) и многими другими.